# Ford Model K
La Ford Model K è un'autovettura prodotta dalla Ford Motor Company a partire dal 1906.

## Contesto
Con questa vettura, che sostituiva la prima Model B, la Ford intendeva competere nella fascia alta del mercato automobilistico dell'epoca.

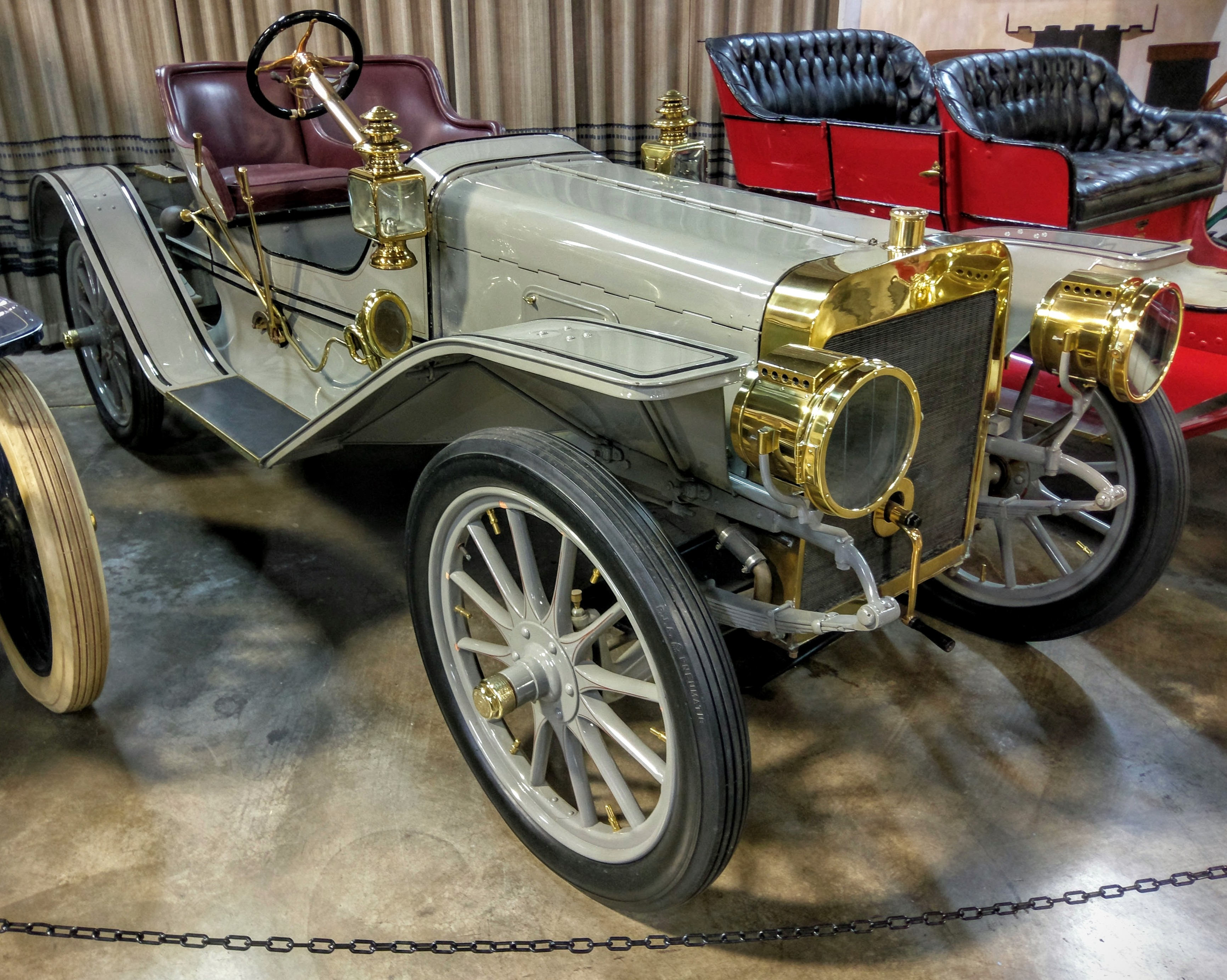
Una Ford Model K roadster

La Model K disponeva di un motore a 6 cilindri in linea da 40 hp di potenza (30 kW). Il passo della vettura era di 290 cm e poteva essere ordinata sia come berlina che con la carrozzeria Roadster.
La K ebbe però uno scarso successo che poteva essere attribuito sia alla scarsa qualità che all'alto prezzo di acquisto, tra i 2.500 ed i 3.000 dollari USA. Inoltre la Ford era famosa per le sue macchine economiche e pertanto chi desiderava una vettura più lussuosa si rivolgeva ai modelli di altri marchi.
La produzione terminò nel 1908 dopo che erano stati prodotti 900 esemplari. Lo scarso successo ottenuto dalla vettura fece sì che fino al 1941 la Casa non producesse più vetture dotate di un motore 6 cilindri. Fu inoltre in questo periodo che Henry Ford divenne il maggiore azionista della società a seguito dell'abbandono da parte di Alexander Malcomson della stessa.